# Botaniska trädgården, Zagreb

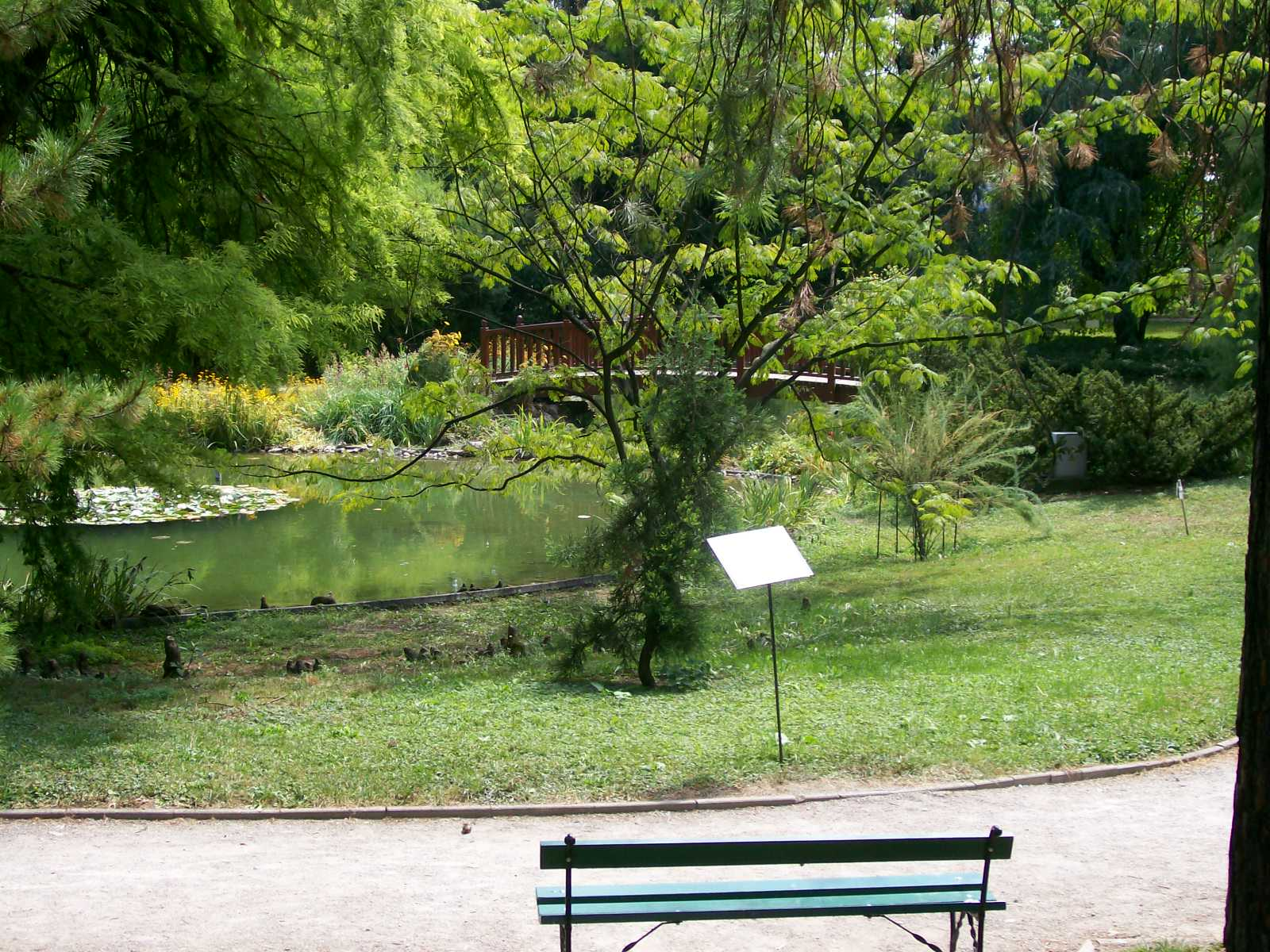
En damm i Botaniska trädgården.

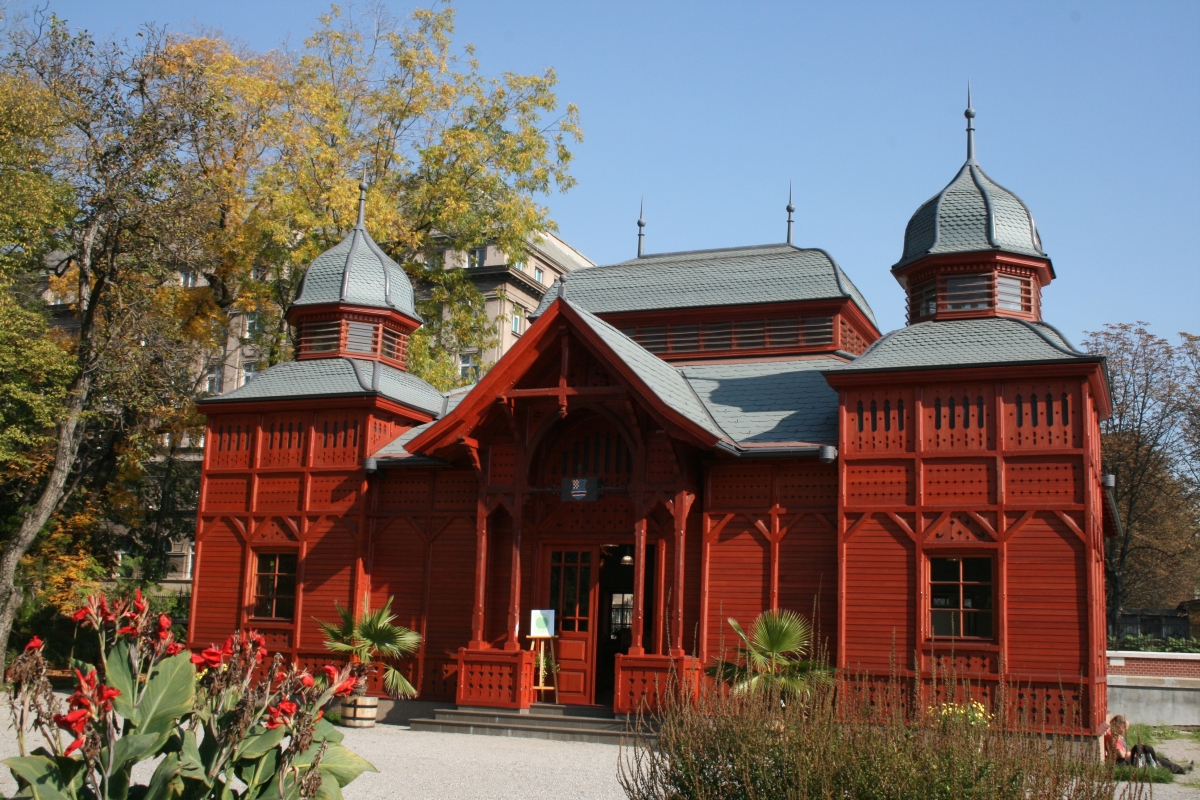
Utställningspaviljongen.

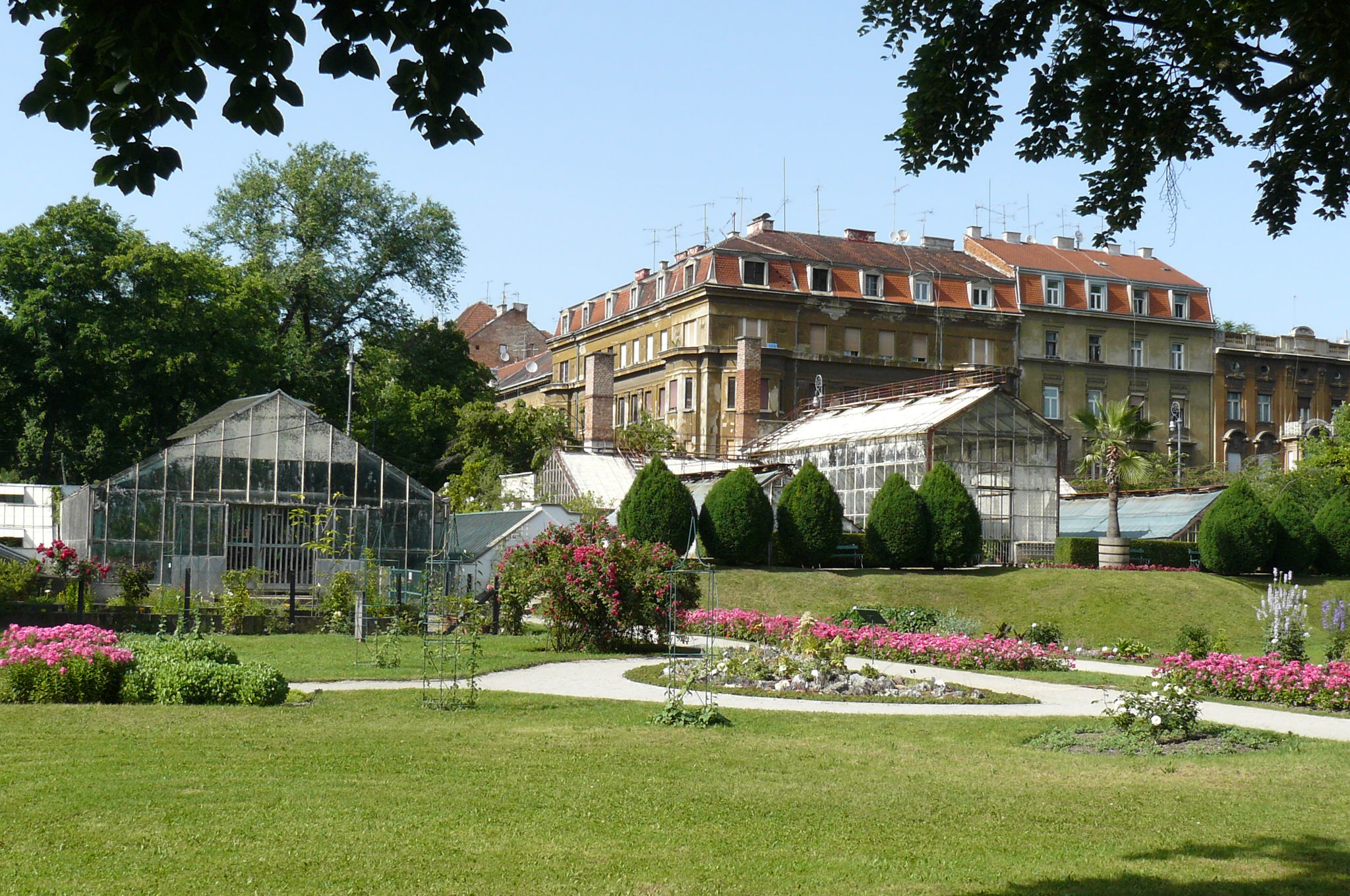
Växthus.

Botaniska trädgården (kroatiska: Botanički vrt) är en kultur- och naturminnesskyddad botanisk trädgård i Zagreb i Kroatien. Botaniska trädgården anlades 1889 och utgör den södra delen av Lenuzzis hästsko. Den ligger i Nedre staden i de centrala delarna av Zagreb. I trädgården som täcker en yta på 4,7 ha finns omkring 10 000 växtarter.
Sedan 1946 drivs trädgården av den Naturvetenskapliga fakulteten (Prirodoslovno-matematički fakultet) vid Zagrebs universitet.

## Historia
Behovet av att anlägga en botanisk trädgård i Zagreb framlades 1876 av Stjepan Spevec, dåvarande rektor vid Zagrebs universitet. 1889 fick professorn i botanik Antun Heinz i uppdrag av den Kungliga nationalregeringen att utarbeta en skiss och plan över en botanisk trädgård. Planen utarbetades i nära samarbete med trädgårdsmästaren Viteslav Durchanek. Det praktiska arbetet och anläggningen av trädgården startade 1890 med uppförandet av trädgårdsmästarens hus (idag verksamhetschefens byggnad). 1891 påbörjades de första markarbetena och 1892 gjordes den första planteringen.

## Trädgårdsplan och flora
Botaniska trädgården upptas till största del av arboretum med buskar och träd från olika delar av världen utvecklade och planterade i engelsk stil. I den västra delen av trädgården, vid växthusen, finns parterrer med dekorativa örtväxter och rosor planterade i fransk stil som kännetecknas av strikta geometriska linjer. Inhemska växter och växtarter som företräder Kroatiens flora odlas i grupper och är planterade med hänsyn till deras växtgeografi. Här odlas bland annat Kroatisk iris som är landets nationalblomma. Tropiska och subtropiska växter odlas i växthusen och sumpväxter odlas i de konstgjorda dammarna. I de systematiska fälten i trädgårdens sydöstra del odlas växter avsedda för universitetsföreläsningar och utbildning av studenter.

### Fotnoter
1. 1 2 3 4  Botaniska trädgården i Zagreb – officiell webbplats (engelska)